# Cultivo de cannabis
O cultivo de cannabis está ganhando popularidade gradualmente, na medida em que seu uso medicinal e recreacional estão aumentando. Esse artigo apresenta técnicas e ocorrências comuns em relação ao cultivo da cannabis, principalmente para a produção e o consumo de suas infrutescências (também chamadas de brotos ou flores). As técnicas de cultivo para outros propósitos (como a produção de cânhamo) são diferentes.

## Botânica
A cannabis pertence ao gênero Cannabis da família Cannabaceae. Ela pode incluir três espécies, Cannabis, Cannabis sativa e Cannabis ruderalis ( de acordo com o sistema APG II) ou pode ser uma espécie (ou cepa) distinta. Normalmente, é uma planta anual dióica (as plantas podem ser masculinas ou femininas).
Cannabis sativa e Cannabis ruderalis geralmente são plantas altas, com algumas variedades atingindo até 4 metros. As plantas femininas produzem tetra-hidrocanabinol (THC). O ciclo da C. ruderalis é muito curto e suas flores não contém grande quantidade de THC, mas são muito ricas em canabidiol (CBD), que pode chegar até 40% dos canabinóides de uma planta e é um antagonista do THC, de modo que floresce independentemente do fotoperíodo e de acordo com a idade. No entanto, existem híbridos comerciais cruzados contendo os genes ruderalis, indica e/ou sativa (geralmente chamados de autoflorescentes).

## Questões legais no Brasil
O cultivo de cannabis é proibido no Brasil, mesmo que o cultivo tenha fins medicinais. Diante dessa realidade, é necessário alertar que plantar maconha pode levar a processos na justiça. Para combater ilegalidades cometidas por autoridades do Governo, existe um remédio constitucional conhecido como Habeas Corpus preventivo, que garante "salvo-conduto" para indivíduos que sintam que sua liberdade de plantar maconha para fins medicinais está ameaçada, seja qual for o motivo. Mesmo com Habeas Corpus, no Brasil, algumas pessoas chegam a ser presas por cultivo para uso medicinal de cannabis.

## Requisitos de cultivo
A cannabis precisa de certas condições para florescer.

### Crescimento médio
É necessário solo com terra, exceto para plantas cultivadas por meio das técnicas de hidroponia ou aeroponia.
- As plantas precisam de nutrientes suficientes - a terra vegetal geralmente indica as porcentagens dos elementos nutricionais fundamentais, como nitrogênio, fósforo e potássio. Os nutrientes são frequentemente fornecidos ao solo através de fertilizantes, mas essa prática requer cautela.[12]
- O pH deve estar em torno de 5,8 a 6,5. Esse valor pode ser ajustado (veja  pH do solo). Fertilizantes comerciais (mesmo os orgânicos) tendem a tornar o solo mais ácido.[13]

### Calor
A faixa ideal de temperatura para a maconha depende da genética de cada planta, mas normalmente ela deve ficar entre 24 a 30ºC. Temperaturas acima de 31°C e abaixo de 15,5°C parecem diminuir a potência do THC e tornar o crescimento mais lento. Aos 13° C planta sofre um choque moderado, embora algumas cepas resistam temporariamente a climas mais frios.

### Luz
A luz pode ser natural (cultivo externo ou outdoor) ou artificial (cultivo interno ou indoor).
Sob luz artificial, a planta normalmente permanece sob regime de 16 a 24 horas de luz e de 0 a 8 horas de escuridão, desde a germinação até a floração, com os períodos de luz mais longos   que facilitam o crescimento vegetativo, enquanto períodos mais escuros são propícios à floração. No entanto, geralmente a cannabis requer apenas treze horas de luz contínua para permanecer no estágio vegetativo.  Para uma saúde ideal, as plantas de cannabis requerem um período de luz e um período de escuridão. Evidências sugerem que, quando submetida a um regime de luz constante e sem período escuro, a cannabis começa a mostrar sinais de diminuição da resposta fotossintética, falta de vigor e uma diminuição geral no desenvolvimento vascular. Normalmente, a floração é induzida fornecendo pelo menos 12 horas por dia de escuridão completa. A floração na cannabis é desencadeada por uma reação hormonal dentro da planta que é iniciada por um aumento na duração de seu ciclo escuro, ou seja, a planta precisa de escuridão prolongada suficiente para a produção dos brotos começar. Algumas variedades Cannabis indica requerem apenas 8 horas de escuridão para começar a florescer, enquanto algumas variedades Cannabis sativa requerem até 13 horas.

### Água
A frequência e quantidade de regagem são determinadas por muitos fatores, como temperatura e luz, idade, tamanho, estágio de crescimento da planta e sua capacidade de reter água. Um sinal comum de problemas relacionados à água é o murchar das folhas. Regar com frequência maior que o normal pode matar as plantas de cannabis se o meio de cultivo ficar muito saturado. Isso ocorre principalmente porque o oxigênio não consegue entrar no sistema radicular. As bactérias anaeróbicas começam a se acumular devido a condições de alagamento, e começam a consumir raízes de plantas, as bactérias benéficas (aeróbicas), além de consumir os nutrientes e fertilizantes. Ao usar o solo como meio de crescimento, é necessário esperar que a secagem ocorra adequadamente antes de regar novamente.

### Umidade
A umidade é uma parte importante do crescimento das plantas. Condições de desenvolvimento muito secas reduzem a taxa de fotossíntese. Os níveis adequados de umidade para o crescimento ideal são de 40-60%.

### Nutrientes
Os nutrientes são retirados do solo pelas raízes. Adições de nutrientes ao solo (fertilizantes) são feitas quando os nutrientes do solo estão esgotados. Os fertilizantes geralmente contém uma mistura de ingredientes, os quais podem ser químicos ou orgânicos, líquidos ou em pó. Os fertilizantes comerciais indicam os níveis de nitrogênio, fósforo e potássio (NPK). Em geral, a cannabis precisa mais de nitrogênio do que de potássio e fósforo durante todas as fases da vida. Recomenda-se, em alguns casos, a adição de nutrientes secundários (como cálcio, magnésio, enxofre. Os micronutrientes (por exemplo, ferro, boro, cloro, manganês, cobre, zinco, molibdênio) raramente se manifestam como deficiências.
Como as necessidades de nutrientes da cannabis variam amplamente, dependendo da variedade e de fatores ambientais, a fertilização geralmente é determinada por tentativa e erro. Por isso, os fertilizantes devem ser aplicados com moderação, a fim de evitar a morte da planta.

## Estágios de desenvolvimento

### Germinação (5–10 dias)
A germinação é o processo inicial do crescimento da planta no qual as sementes brotam e a raiz emerge. No cultivo da cannabis, a germinação ocorre, em média, entre 5 a 10 dias. Fatores como  temperatura, escuridão e umidade iniciam processos metabólicos, como a ativação de hormônios que, por sua vez, desencadeiam a expansão do embrião dentro da semente. Se a semente foi posta em um meio de crescimento adequado, o revestimento da semente se abre e uma pequena raiz embrionária surge, dando início ao crescimento para baixo (por causa do gravitropismo). Após isso, entre 2 a 4 dias, a raiz é ancorada e duas folhas embrionárias circulares (cotilédones) emergem em busca de luz, enquanto os restos da casca da semente são empurrados para longe. Isso marca o início do estágio de plântulas.
A germinação também pode ser iniciada pela imersão de sementes em toalhas de papel úmidas ou em um copo de água à temperatura ambiente, em bolinhas de turfa úmidas, ou diretamente na terra do vaso onde foi plantada. Os grânulos de turfa são frequentemente usados como meio de germinação porque os grânulos saturados com suas mudas podem ser plantados diretamente no meio de cultivo pretendido, com um mínimo de choque para a planta.

### Fase de mudas (2–3 semanas)

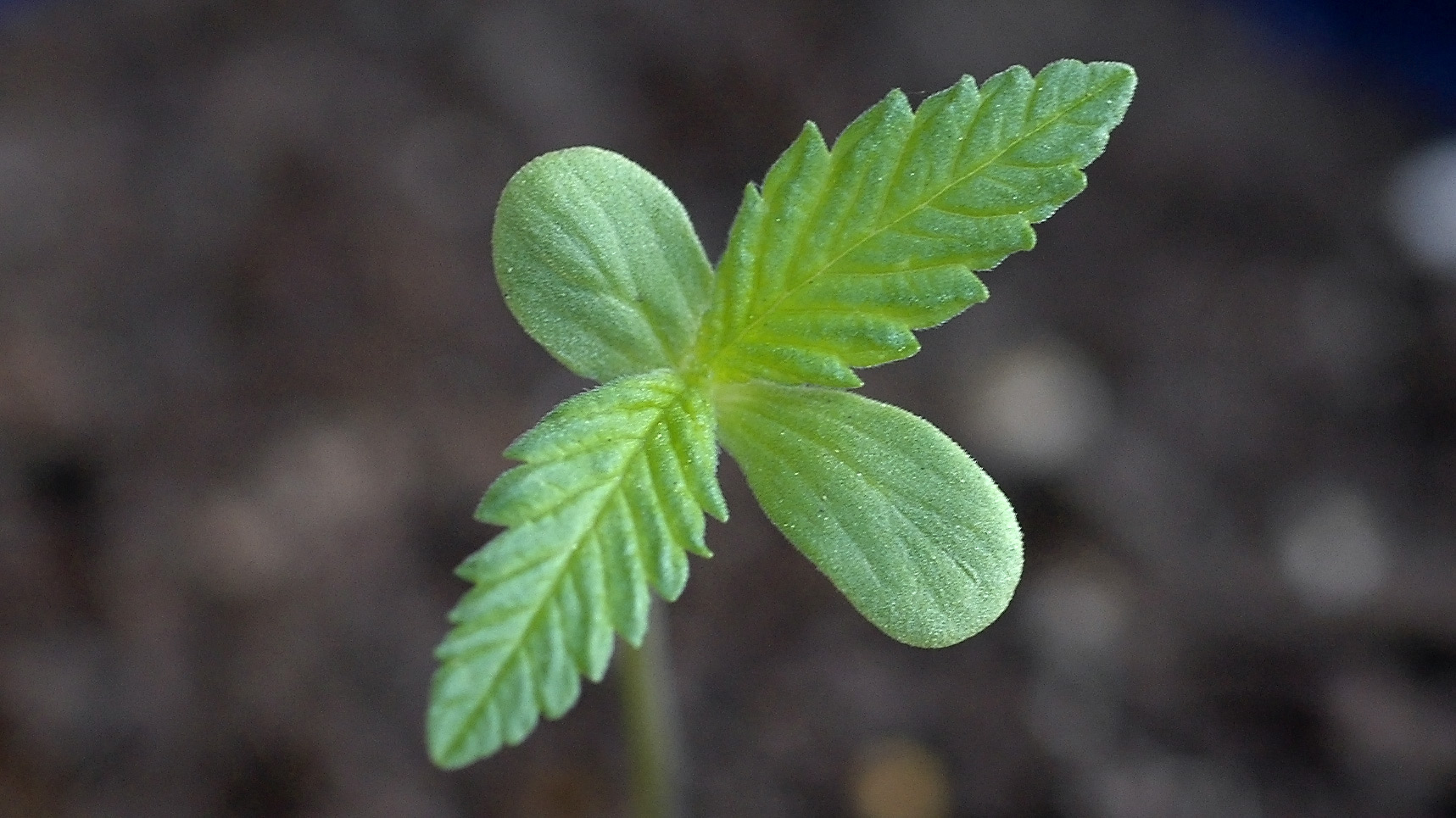
Uma muda de C. sativa. As pontas do primeiro conjunto de folhas ásperas estão surgindo entre as duas folhas redondas de sementes (cotilédones).

O estágio de mudas começa quando o revestimento de sementes se abre, expondo a raiz e as “folhas de sementes” ou cotilédones redondos. Essa fase dura de 1 a 4 semanas e é o período de maior vulnerabilidade no ciclo de vida da planta, exigindo níveis de umidade moderados, intensidade de luz média a alta e umidade do solo adequada, mas não excessiva.
A maioria dos cultivadores indoor utilizam lâmpadas fluorescentes compactas ou lâmpadas fluorescentes T5 durante esse estágio, pois essas lâmpadas produzem pouco calor. As lâmpadas HPS e MH produzem grande quantidade de calor, elevando a taxa de transpiração da planta, o que pode ocasionar secura nas mesmas.

### Fase vegetativa (3–16 semanas)

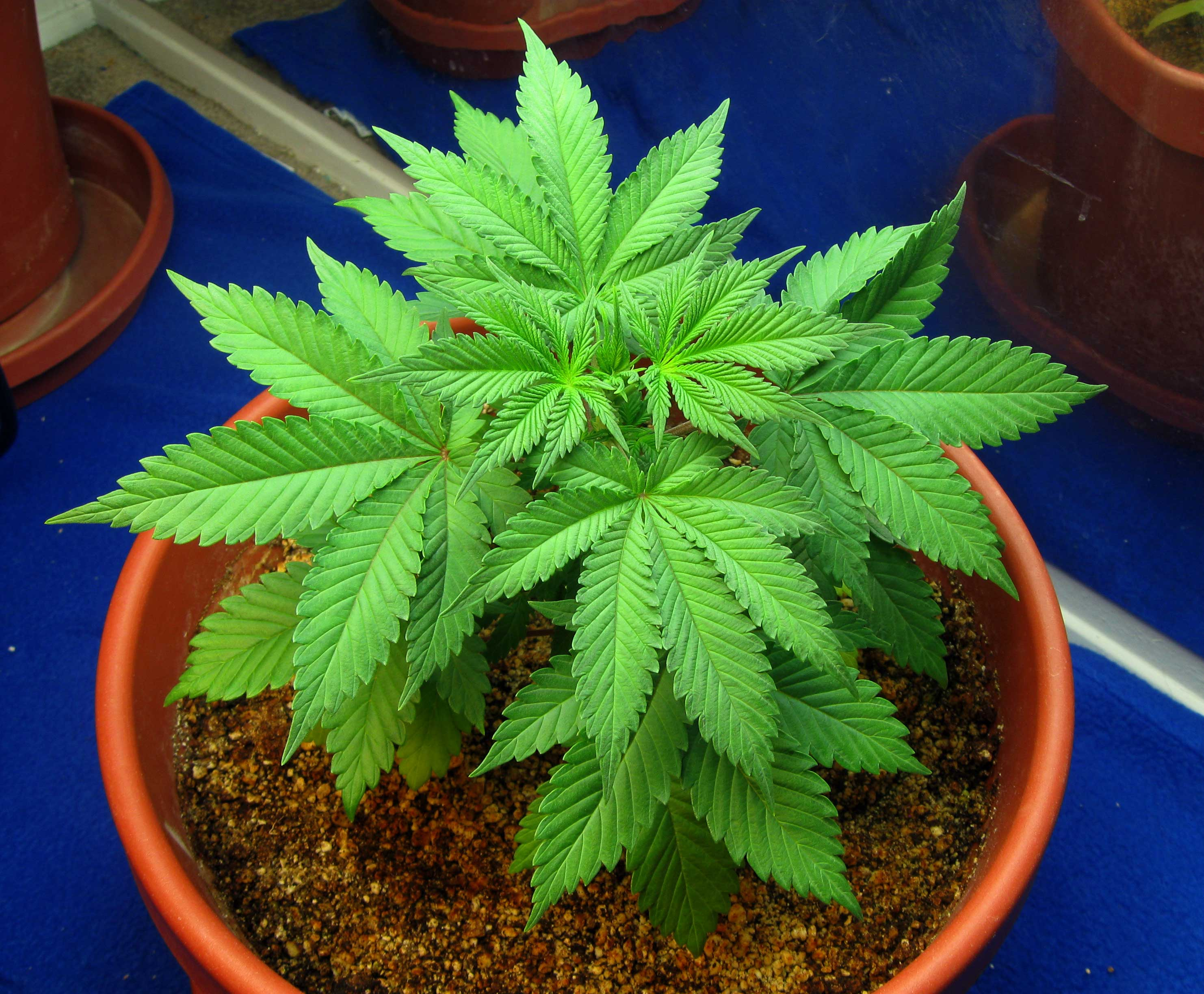
Esta planta de cannabis está sendo cultivada em um meio de coco coco. Ele está apenas produzindo caules e folhas neste ponto porque está no estágio vegetativo

Na fase vegetativa, a planta precisa de uma quantidade significativa de luz e nutrientes, dependendo da genética da planta em particular. Nesse estágio, ela continua a crescer verticalmente e a produzir novas folhas. O sexo da planta também começa a se revelar, o que é um sinal de que o próximo estágio começa. Simultaneamente, o sistema radicular se expande em busca de mais água e nutrientes.
Quando a planta possui sete conjuntos de folhas verdadeiras e a oitava é quase invisível no centro da ponta de crescimento, ou atingem o meristema apical, a planta entra na fase vegetativa do crescimento. Durante a fase vegetativa, a planta direciona seus nutrientes principalmente para o crescimento de folhas, caules e raízes. É necessário um sistema de raízes fortalecido para que o desenvolvimento floral atinja boas condições. Uma planta leva de 1 a 4  meses para amadurecer antes de florescer. O tamanho da planta é um bom indicador do sexo, pois as fêmeas tendem a ser menores, devido aos seus cachos e tipo de inflorescência, do que as plantas machos, cujas flores crescem em panículas. Os machos são geralmente descartados quando são identificados, para evitar que as fêmeas não sejam polinizadas, produzindo frutos do tipo partenocárpicos (popularmente chamado "sinsemilla", que significa "sem semente").
Durante a fase vegetativa, os cultivadores geralmente empregam um período de exposição à luz que varia entre 18 a 24 horas, poisas plantas crescem mais rapidamente se recebem mais luz, embora um período mais quente e mais frio sejam necessários para uma saúde ideal. Embora não seja necessário um período sem luz, há um debate entre os cultivadores sobre se um período sem luz é benéfico e muitos continuam empregando um período sem luz. A economia de energia também é um dos fatores que estimulam a adoção do período escuro, pois as plantas sofrem um declínio tardio e, portanto, a iluminação durante a madrugada é menos eficaz.
A quantidade de tempo para cultivar uma planta de cannabis indoor, durante o estágio vegetativo, depende de vários fatores. Entre esses fatores está o tamanho da flor, intensidade da luz usada, tamanho do espaço, quantas plantas se pretende florescer de uma só vez e, além disso, o tipo de cepa cultivada
Os cultivadores de cannabis geralmente aplicam fertilizantes ricos em nitrogênio e potássio durante a fase vegetativa, bem como fertilizantes adicionais de micronutrientes. A potência do fertilizante aumenta gradualmente à medida que as plantas crescem e se tornam mais resistentes.
Métodos avançados de cultivo incluem:
1. técnicas de treinamento e aramação, como Screen of Green (também conhecido como SCROG), Sea of Green (também conhecido como SOG)[34] e LST super cropping.[35] Outros sistemas e métodos também são utilizados, como o método NIMBY no-dump, Hempy Bucket[36] e Krusty Freedom Bucket.[37] A pesquisa sobre a produção de cannabis para o fármaco dronabinol, nos Estados Unidos, e sobre outras formas de tornar mais lucrativas e comercializáveis os medicamentos à base de cannabis, fez com que o cultivo comercial aumentasse. No Brasil, medicamentos contendo canabidiol são legais.[38]
2. utilização de técnicas de crescimento à base de água ou ar (conhecido como hidroponia e aeroponia, respectivamente).
3. o uso de fertilizantes orgânicos caseiros.

Acredita-se que a ênfase nas técnicas avançadas de cultivo, bem como na maior disponibilidade de linhagens híbridas (com nomes como Northern Lights, Master Kush, Sour Diesel), tenha sido um fator no aumento da qualidade geral e variedades de cannabis comercialmente disponíveis ao longo das últimas décadas. A Internet, em particular, permitiu a troca de cepas com genéticas próprias ao mundo através do comércio e compras de sementes. No Brasil, a comercialização de sementes e cepas não é regulamentada.

### Fase de pré-floração  (10–14 dias)

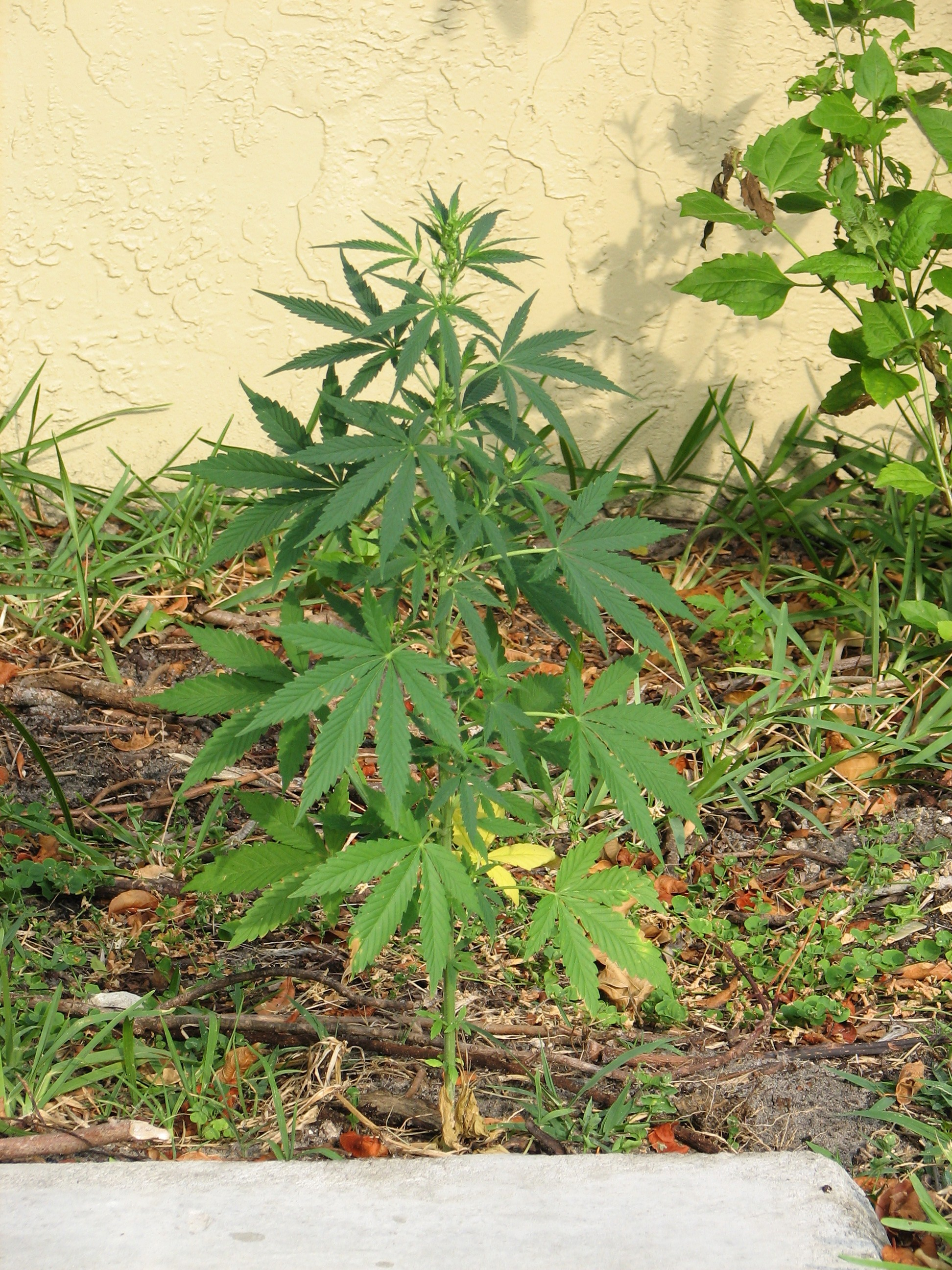
Uma planta jovem de cannabis masculino durante a fase inicial da floração

Essa fase também é chamada de alongamento, e pode durar até duas semanas. A maioria das plantas passa entre 10 e 14 dias nesse período após mudar o ciclo de luz para 12 horas de escuridão. O desenvolvimento da planta aumenta drasticamente, com a planta chegando a dobrar de tamanho. A produção de mais ramos e nós ocorre durante esta fase, à medida que a estrutura da floração cresce. A planta começa a desenvolver brácteas, onde os galhos encontram o caule  (nós). A pré-floração indica que a planta está pronta para florescer. Nesse estágio, já é possível determinar o sexo da planta.

### Fases de floração (6–22 semanas)

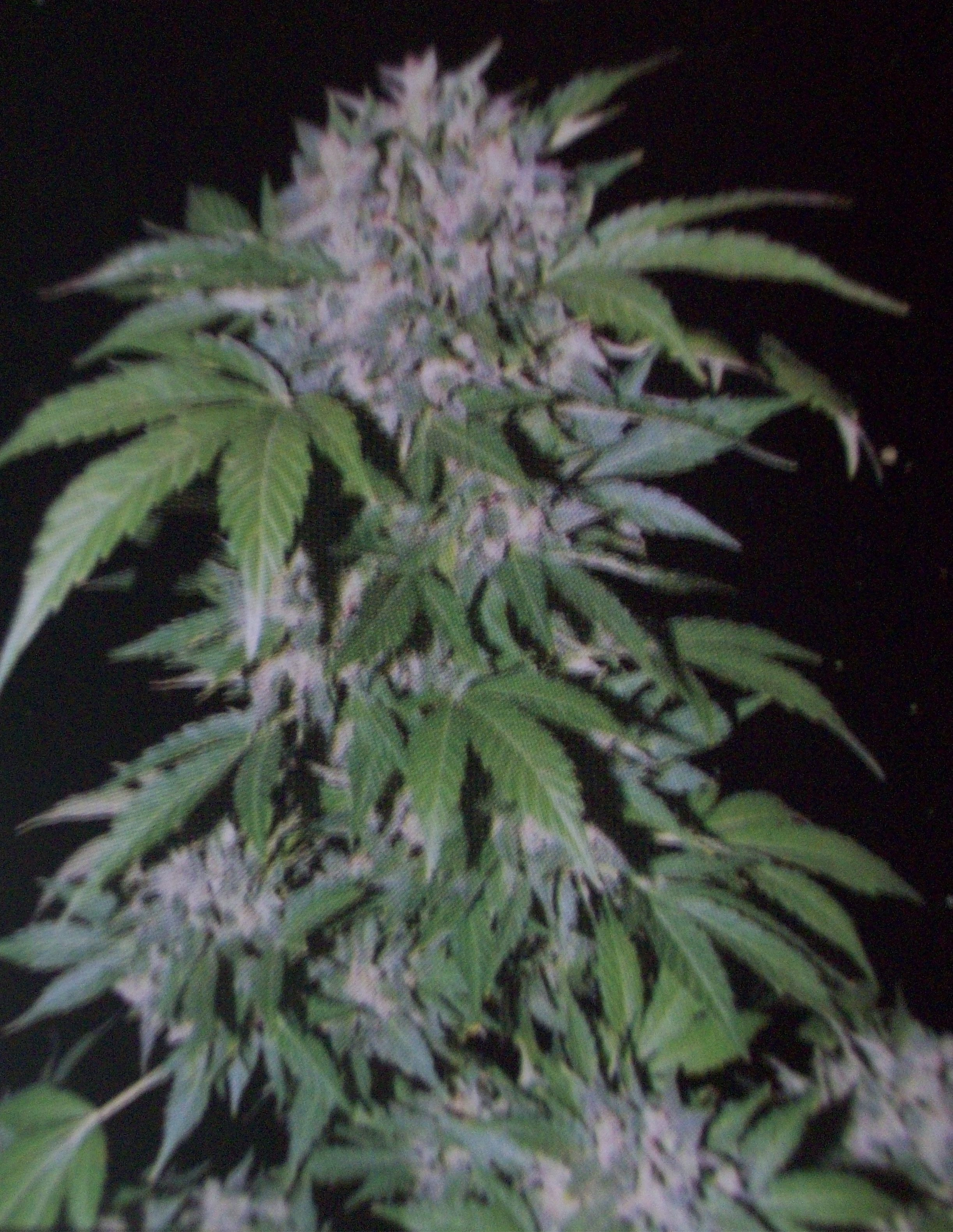
Flor de Cannabis

A fase de floração (ou frutificação) varia de 6 a 22 semanas para as cepas indicas puras, com um tempo de floração mais curto que as sativas puras. As cepas mistas (indica/sativa) têm um tempo de floração intermediário. Nessa fase, as plantas machos produzem pequenas flores semelhantes a bolas chamadas panículas. A maioria das plantas (exceto as cepas de floração automática que florescem independentemente do fotoperíodo) começam a florescer apenas sob luz reduzida. Para cultivos outdoor, deve-se levar em conta que as plantas de cannabis são sensíveis ao inverno, e por isso também sensíveis à rotação, devido à diminuição da luz diária.
A próxima fase consiste na frutificação, caracterizada pelas inflorescências femininas que não foram polinizadas (ou seja, que não foram fertilizadas pelo pólen masculino) começam a produzir inflorescências que contêm glândulas adesivas brancas (chamadas de tricomas). Os tricomas podem conter uma resina branca pegajosa, resultado de uma tentativa final de polinização por pólen masculino transportado pelo vento. Os tricomas produzem resinas que contêm as maiores quantidades de THC e CBD, as duas principais substâncias psicoativas. As fêmeas fertilizadas continuam produzindo tricomas resinosos, mas mais energia das plantas é consumida pela produção de sementes, que podem ser metade da massa de uma bráctea fertilizada. Desse modo, para maximizar a resina por grama, é preferível o cultivo infértil.
A inflorescência que não produz sementes é chamada de sin semilla (que significa "sem sementes" em espanhol). As cepas sem sementes, devido à sua potência, são especialmente importantes para os pacientes que fazem uso medicinal, pois minimizam a quantidade de cannabis que eles devem consumir para obter alívio sintomático. A maconha com sementes é geralmente considerada de qualidade inferior, sendo geralmente resultado de um cultivo com técnicas inferiores.

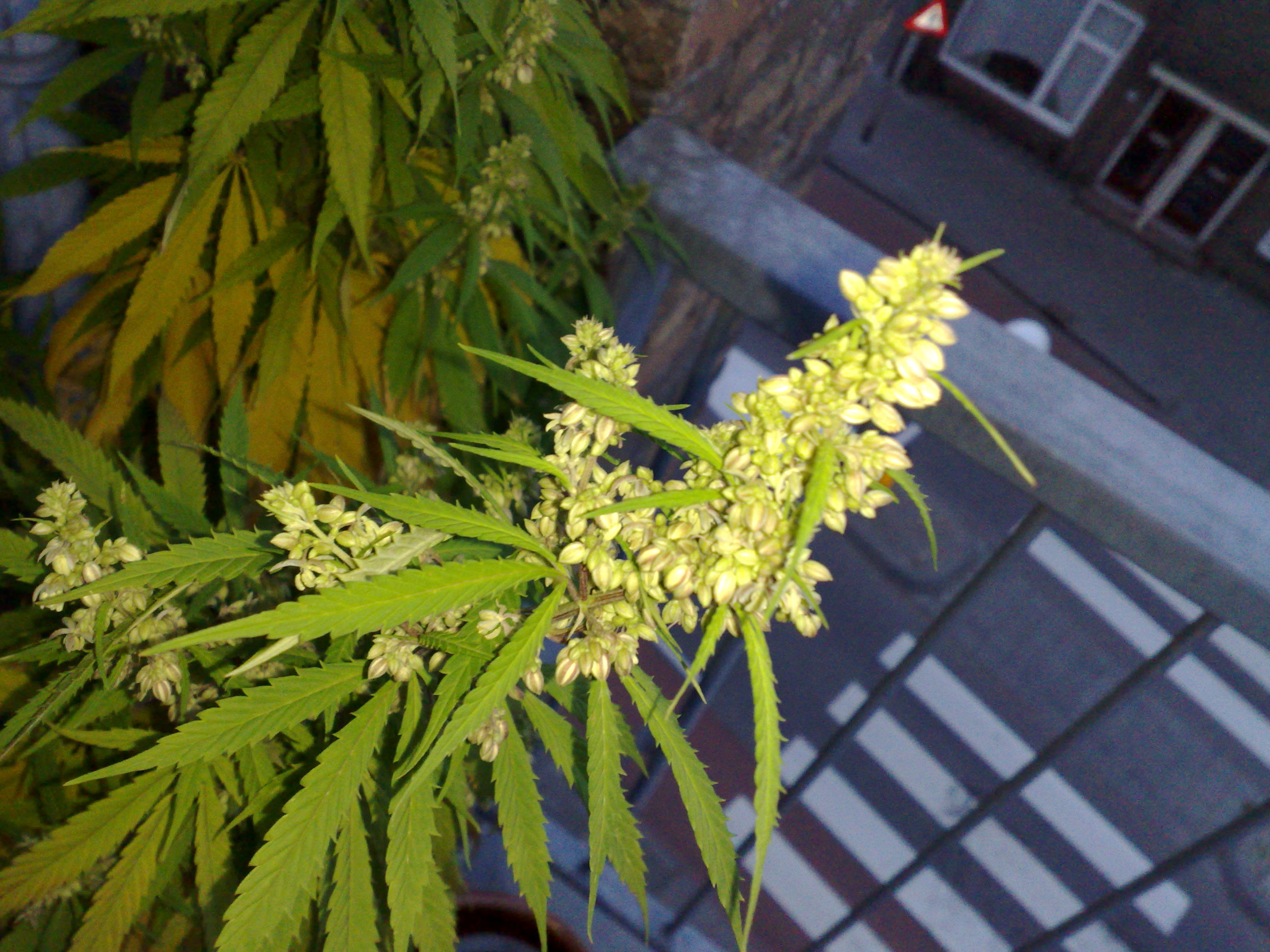
Os frutos de uma planta de cannabis macho

A cannabis cultivada indoor deve ser induzida à floração, diminuindo seu fotoperíodo para pelo menos 10 horas de escuridão por dia. Para obter melhores resultados na floração, o número de horas de escuridão deve ser aumentado. Geralmente, quanto mais horas de escuridão a cada dia, menor o período de floração geral, mas menor o rendimento. Por outro lado, quanto menos horas de escuridão por dia, maior o período de floração em geral e maior o rendimento. Tradicionalmente, a maioria dos produtores muda o ciclo de iluminação de suas plantas para 12 horas de luz e 12 horas de escuridão, pois isso funciona como um meio-termo para o qual a maioria das cepas responde bem.
Embora o hormônio da floração na maioria das plantas (incluindo a maconha) esteja presente durante todas as fases do crescimento, ele é inibido pela exposição à luz. Para induzir a floração, a planta deve ser exposta a pelo menos 8 horas de escuridão por dia. Porém, a quantidade de horas depende também da cepa, e por isso a maioria dos cultivadores usa o ciclo de 12 horas de escuridão e 12 horas de luz.
As flores de certas plantas (por exemplo, cannabis) são chamadas de bractol e são (como na cannabis cannabis) a parte mais valorizada da planta. Durante o período de floração, as brácteas são facilmente visíveis a olho nu, e seu desenvolvimento começa aproximadamente de 1 a 2 semanas após a redução do fotoperíodo. Nas primeiras semanas de floração, uma planta geralmente dobra de tamanho e, em alguns casos, pode até triplicar. O desenvolvimento de brácteas termina em torno de 5 semanas após a floração e é seguido por um período de "inchaço" das brácteas. Durante esse período, os brotos aumentam muito em peso e tamanho.

## Cultivo de cannabis ao ar livre

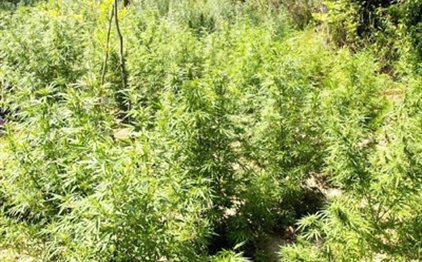
Plantação de "guerrilha" em um terreno baldio.

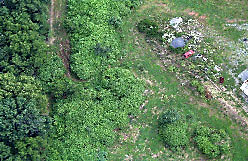
Vista aérea das plantas de cannabis de guerrilha.

A cannabis pode ser cultivada ao ar livre, também conhecido como cultivo outdoor. Utiliza-se, geralmente, o solo natural do próprio ambiente ou vasos de solo pré-fabricados. Algumas cepas têm melhor desempenho do que outras em ambientes externos, um atributo que depende de diferentes condições e variáveis. Existem mais de cem cepas diferentes de maconha criadas para o cultivo ao ar livre, mas muitas são simplesmente cópias de outras cepas ou de sementes preexistentes com nomes  e descrições diferentes. Para gerar quantidades ótimas de resina contendo THC, a planta precisa de um solo fértil e de longas horas de luz do dia.  
Na maioria dos locais subtropicais, a cannabis é germinada do final da primavera ao início do verão, enquanto é colhida entre o final do verão e o início do outono.

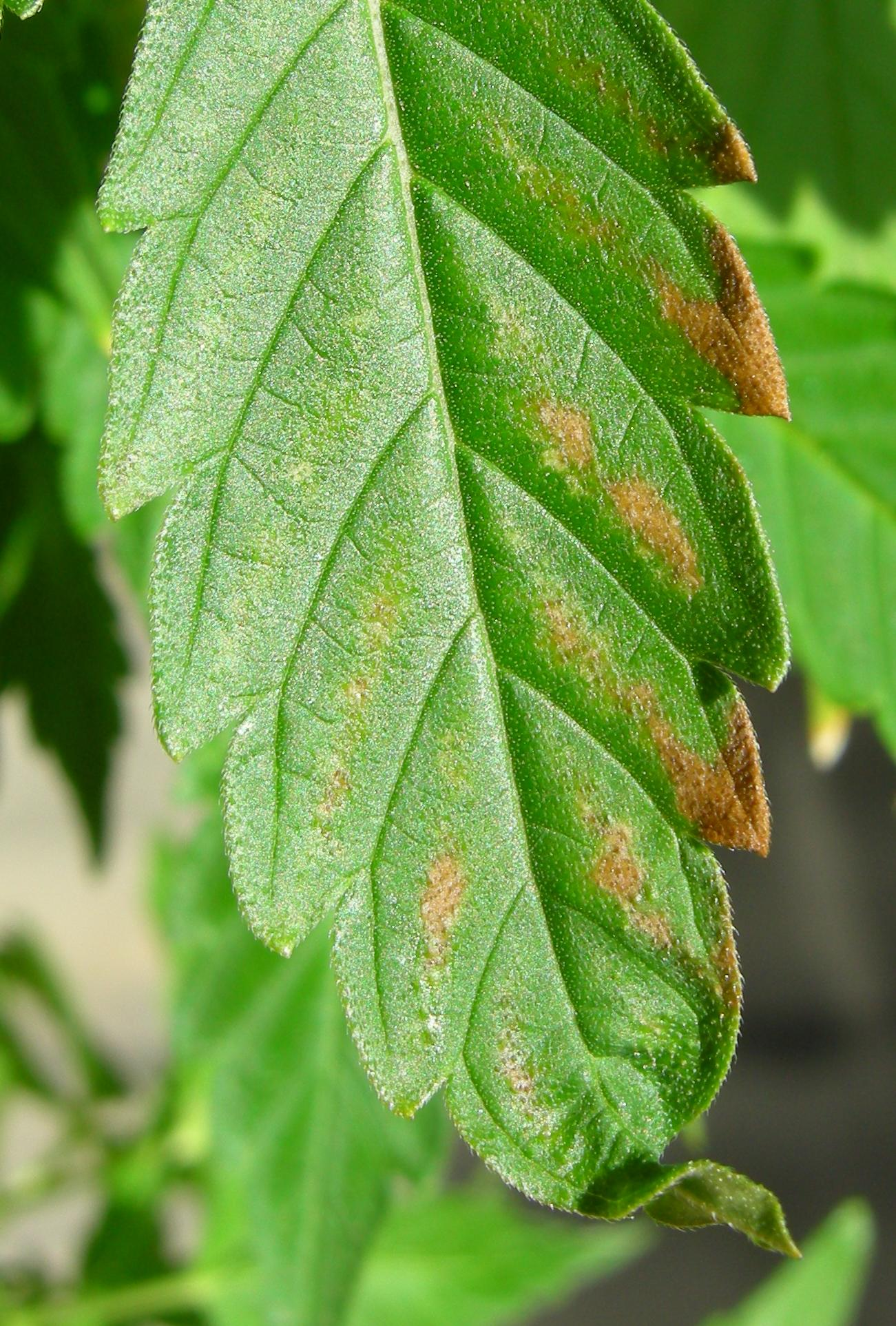
Queimadura ocasionada por fertilizante em uma folha.

O cultivo ao ar livre é comum em áreas urbanas e rurais. Os cultivadores ao ar livre tendem a cultivar cepas baseadas em indica por causa de sua alta produtividade, tempo de maturação mais rápido e baixa estatura quando comparada às cepas de sativa. Alguns produtores preferem a sativa devido aos seus efeitos psicotrópicos, sua melhor resposta à luz solar e menor emissão de odores. Os produtores cultivam em suas próprias propriedades ou praticam a guerrilha, que consiste na plantação de maconha em áreas remotas. No entanto, esse método é propenso a roubo – por isso, alguns cultivadores anexam vasos às árvores para camuflá-los e diminuir essa possibilidade. O cultivo de guerrilhas deu origem ao movimento ativista Operação Overgrow, onde a planta é cultivada com o objetivo explícito de introduzir a planta de cannabis ao ecossistema natural.
Para o cultivo ao ar livre, os produtores costumam escolher áreas que recebem doze horas ou mais de luz solar por dia. No Hemisfério Norte, os cultivadores geralmente plantam sementes em meados de abril, final de maio ou início de junho, para fornecer às plantas um crescimento completo de quatro a nove meses. A colheita é geralmente entre meados de setembro e início de outubro. Na América do Norte, os locais no norte são os preferidos (Califórnia e a Colúmbia Britânica são particularmente notáveis), mas os locais no sul (como Maui, no Havaí) também são conhecidos por serem bons produtores.
Em regiões onde as leis locais não permitem o cultivo de cannabis, os cultivadores às vezes utilizam técnicas de cultivo em florestas ou áreas rurais (guerrilha), escolhendo cuidadosamente o local para diminuir a probabilidade da população encontrar a colheita.Também para fins de camuflagem, a maconha também é cultivada em conjunto com plantas mais alta, como o milho.

## Cultivo interno de cannabis

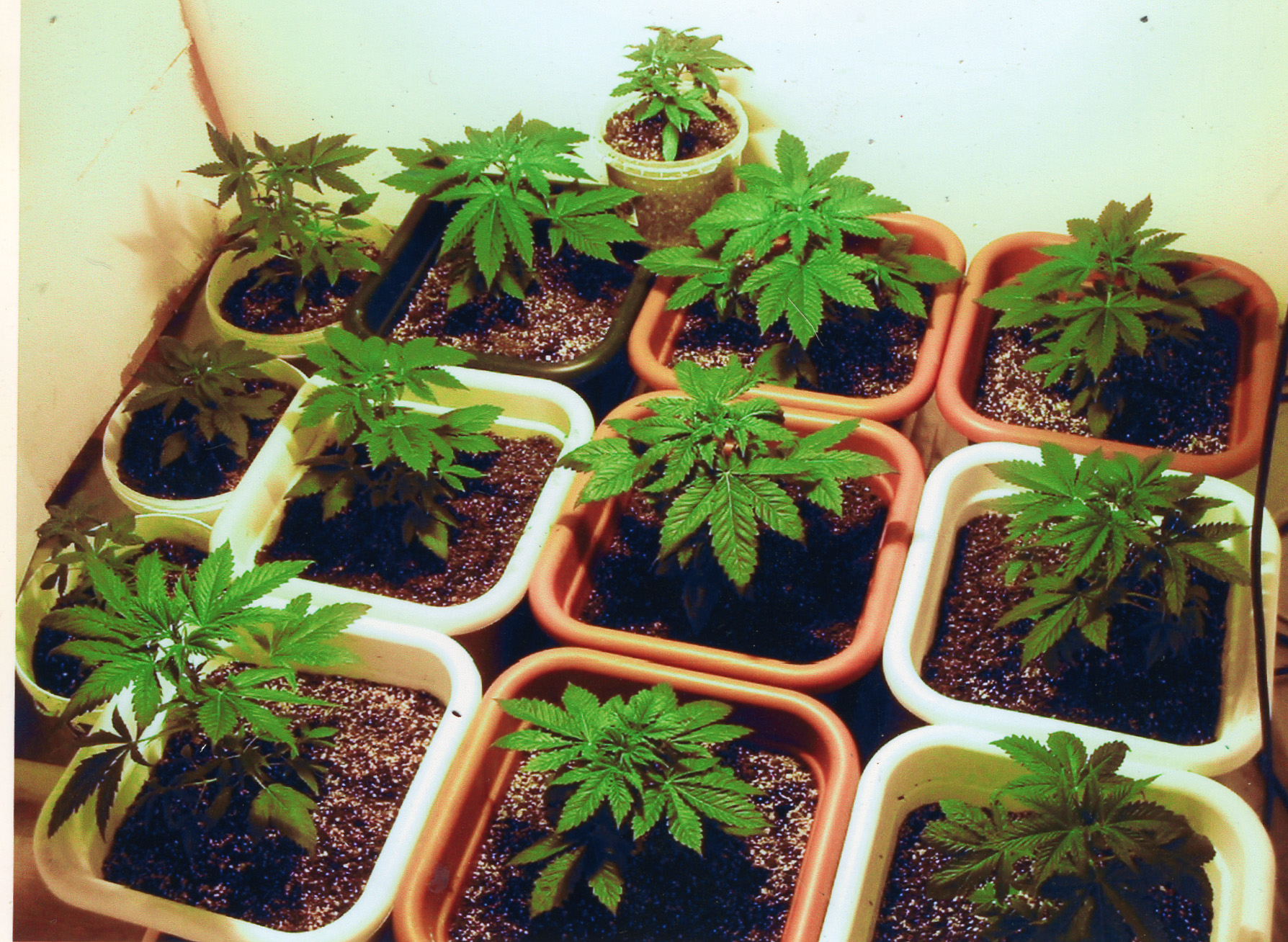
Cultivo de cannabis indoor

A cannabis pode ser cultivada dentro de casa (indoor) sob luz artificial em um ambiente semelhante ao do solo natural, adicionando fertilizante quando as plantas recebem água. O cultivo dentro de casa é mais complicado e caro do que cultivar ao ar livre, mas permite ao cultivador controle total sobre o ambiente de crescimento. Plantas de qualquer tipo podem ser cultivadas mais rapidamente em ambientes fechados do que fora, devido à luz de 24 horas, ao dióxido de carbono (CO₂) atmosférico adicional e umidade controlada, o que permite uma respiração mais livre de CO₂.
As plantas também podem ser cultivadas em ambientes fechados através do uso de técnicas como hidroponia ou aeroponia.
Para cultivar plantas em ambientes fechados, é necessário fornecer à planta um meio de cultivo (como o solo), e administrar água, nutrientes, luz e ar (com exceção do cultivo em aeroponia, caso em que não é necessário um meio de cultivo).

### Fornecimento de luz
Existem várias luzes de cultivo de plantas disponíveis. Atualmente, a melhor fonte de luz para a cannabis continua sendo lâmpadas de halogeneto de metal ou de halogeneto de metal cerâmico, na faixa de 3-4000k. As plantas de cannabis também requerem alternância entre fotoperíodos escuros e claros, por isso alguns cultivadores utilizam um temporizador automático para ligá-las e desligá-las em intervalos previamente definidos. O fotoperíodo ideal depende de cada planta e da preferência do cultivador.
Os avanços recentes na tecnologia LED fizeram surgir diodos que emitem energia suficiente para o cultivo de cannabis. Esses diodos podem emitir luz em uma faixa específica de nanômetros, permitindo o controle total sobre o espectro da luz. As opções mais comuns de iluminação com LED são as COBs (chip-on-board) e Quantum Boards. As luzes LEDs são capazes de produzir toda a sua luz na radiação fotossinteticamente ativa (RFA) que o cultivo de cannabis requer.
Frequentemente, refletores são utilizados nas lâmpadas para maximizar a eficiência da luz. Em um grow médio de 15 plantas e 430 watts por metro quadrado, os custos de eletricidade não são insignificantes. As plantas ou as luzes são movidas o mais próximo possível para que recebam iluminação igual e que toda a luz proveniente das lâmpadas seja absorvida pelas plantas.

### Controle da atmosfera
Ao cultivar em ambientes fechados, o cultivador deve manter as condições do ambiente o mais próximo possível da atmosfera ideal dentro da sala de cultivo. A temperatura do ar deve ser mantida dentro de um intervalo específico, tipicamente com desvios não maiores que 10 °C, geralmente com uma noite mais fria e um dia mais quente. Níveis adequados de CO₂ devem ser mantidos para que as plantas cresçam com eficiência. Também é importante promover uma boa circulação de ar dentro da sala de cultivo, o que geralmente é realizado por meio de ventiladores.
Supondo que luz e nutrientes adequados estejam disponíveis para as plantas, o fator limitante no crescimento das plantas é o nível de dióxido de carbono (CO₂). Formas de aumentar os níveis de dióxido de carbono na sala de crescimento incluem: uso de gelo seco, dióxido de carbono engarrafado, geradores de dióxido de carbono, uma solução do jarro de leite e de levedura (na qual a levedura cresce em um recipiente e emite, assim, o dióxido de carbono, ou uma mistura de vinagre um bicarbonato de sódio  em um recipiente.
Certas plantas (por exemplo, a maioria das variedades de maconha) exalam um odor característico durante a fase reprodutiva. Isso pode levar a dificuldades para aqueles que estão cultivando em locais onde é ilegal, ou para produtores que podem preferir discrição por outros motivos. A maneira mais comum de eliminar o odor é puxar o ar com odor através de um filtro de carbono. Outra maneira de eliminar o odor é instalar um gerador de ozônio, de modo que o ar será forçado a passar pelo gerador de ozônio através do ventilador de extração, de modo que o odor é neutralizado quando se mistura com o ozônio. Deve-se tomar cuidado para evitar concentrações excessivas de ozônio no próprio jardim, ou onde ele possa ser inalado pelo produtor ou sua família, pois ele é prejudicial para os seres vivos, embora a molécula se decomponha rapidamente (20 minutos a uma hora) nas condições atmosféricas.
Dentro de casa existem inúmeras configurações que as pessoas para cultivar maconha. Alguns produtores convertem um quarto ou um armário inteiro, transformando-o em um growroom dedicado ao cultivo de cannabis. Alguns produtores constroem armários para cultivo feitos de uma geladeira antiga, armário, gaveta ou algo similar.

### Popularidade e extensão

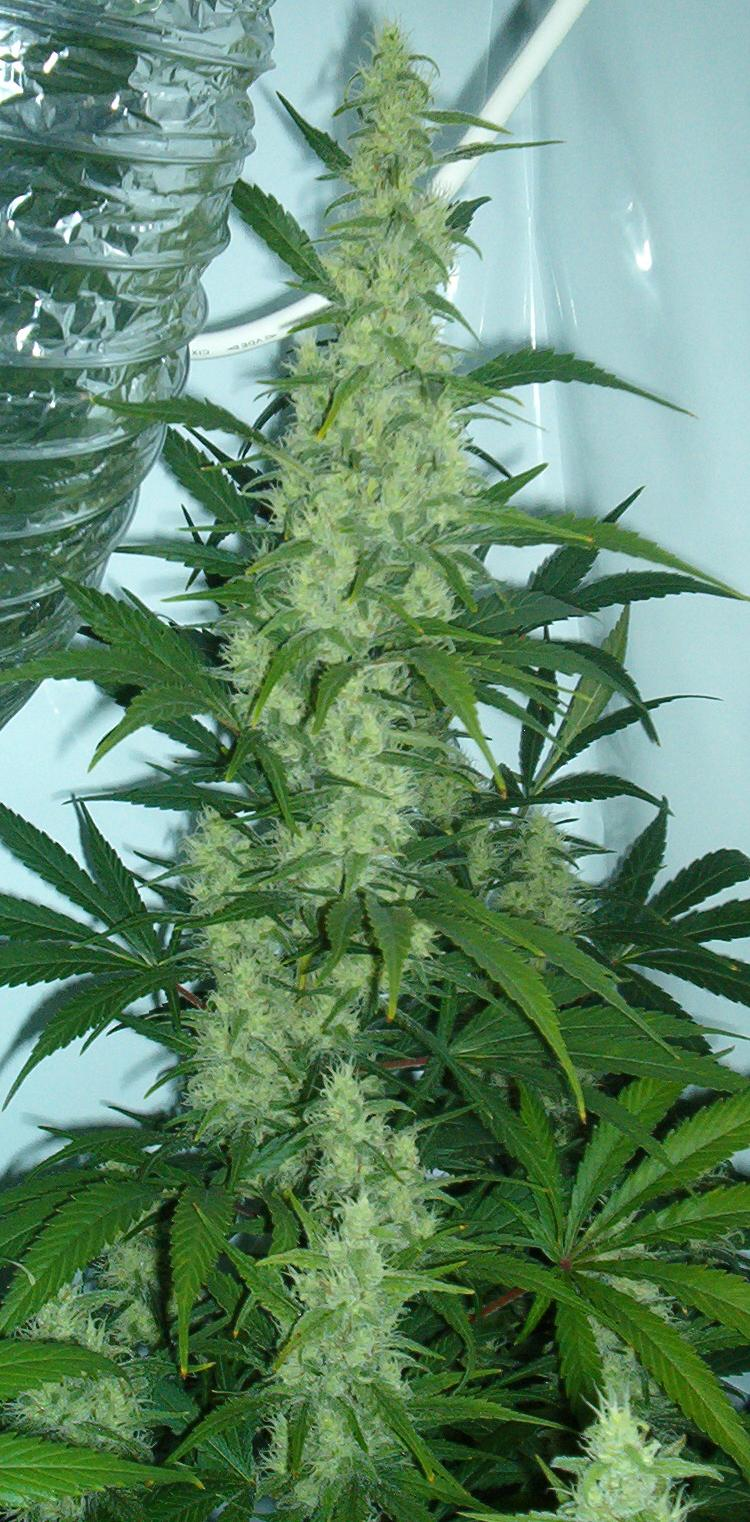
Planta de cannabis interior durante a floração

O cultivo interno tornou-se cada vez mais comum na última década, devido à maior disponibilidade de equipamentos, sementes e instruções sobre como cultivar. Os cultivos são vistos por muitos entusiastas da maconha como uma maneira muito mais barata de obter um suprimento constante e de maior qualidade de cannabis. No Brasil, a Rede Jurídica pela Reforma da Política de Drogas mapeou a existência de 62 habeas corpus concedidos para cultivadores de cannabis.
Como a energia utilizada é intensa e as luzes permanecem acesas por um longo período de tempo todos os dias, as diferenças nos custos da conta de luz é um fator a ser considerado. Empregar métodos de economia de energia é uma maneira comum de aliviar isso, por exemplo; desligando as lâmpadas ao sair da sala, comprando aparelhos com baixo consumo de energia, usando menos TVs ou computadores, comprando lâmpadas de menor potência e assim por diante.
Muitos cultivadores enfrentam o risco de incêndio. Os incêndios normalmente se originam de equipamentos elétricos ou sistemas de fiação defeituosos. Aparelhos e soquetes de baixa qualidade, equipamentos inadequadamente aterrados e disjuntores sobrecarregados são algumas das causas mais prevalentes. Devido à grande quantidade de eletricidade necessária para o cultivo em larga escala, a fiação velha ou danificada é suscetível a derreter e entrar em curto-circuito. Outro risco de incêndio são as plantas que entram em contato com as lâmpadas HID quentes.

### Danos à habitação
Para casas usadas como growrooms, os interiores geralmente precisam ter recebido modificações significativas no sistemas estrutural, elétrico e de aquecimento, para evitar que o sistema elétrico fique sobrecarregado. Essas mudanças reproduzem climas quentes e úmidos, onde plantas híbridas florescem e produzem cannabis de alta potência. Tais modificações podem resultar em danos estruturais consideráveis. O cultivo por um período de tempo pode levar à umidade e mofo tóxico.

## Colheita, secagem e cura

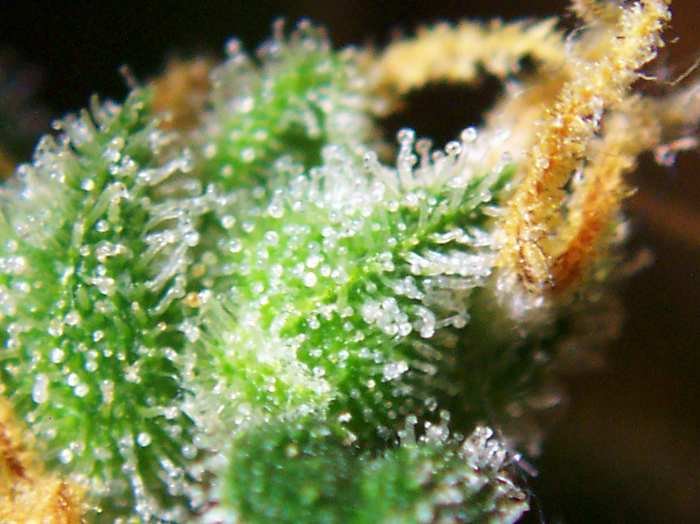
Close-up de um broto de cannabis feminino na fase de floração. Tricomas brancos podem ser vistos cobrindo a superfície, que escurecem à medida que a floração progride.

Pode haver objetivos diferentes ao colher uma planta:
- As sementes são colhidas quando totalmente desenvolvidas e geralmente depois que os brotos começam a se deteriorar;
- O cânhamo cultivado para fibra é colhido antes da floração;
- A cannabis cultivada para clonagem não tem condições de florescer;
- Cannabis cultivada para fumar.

Um indicador típico de que uma planta está pronta para ser colhida para fumar é quando a maioria dos tricomas fica enevoada, e 5% a 15% dos tricomas ficam com uma coloração marrom avermelhada ou âmbar.
Em geral, a colheita consiste em secagem e cura. A cura é um processo de oxidação e polimerização que ocorre em recipientes de cannabis geralmente selados ao longo do tempo.
- Secagem: flores são colocadas em uma atmosfera controlada para remover o teor de umidade das flores.
- Cura: as flores são armazenados em recipiente selado que não seja de plástico e deixados em local escuro.

A maturidade é definida como o ponto em que a produção de THC e outros canabinoides atingiu níveis máximos, mas antes que esses canabinoides comecem a se degradar. Isso é visto sob um microscópio 30x-60x, examinando os tricomas nas flores. Quando os tricomas não são desenvolvidos, eles são completamente claros. Eles adquirem a coloração âmbar quando os tricomas atingem os níveis máximos de canabinoides. Alguns produtores usam um brix para medir o teor de canabinoides.

### Secagem
A cannabis está totalmente seca para "cura" quando o nível de umidade atinge entre 55% 65% umidade relativa do ar. Uma maneira simples de verificar isso é fechando a maconha em um recipiente de vidro hermético com um higrômetro. O recipiente é armazenado por 12 horas a 222 °C posteriormente e o higrômetro é o verificado. As leituras de 65% ou acima significam que o frasco precisa ser aberto por algumas horas e depois fechado, para permitir que mais umidade escape. O frasco é novamente verificado após 12 horas e o processo é repetido até atingir o mais próximo de 55%.

### Cura
Depois do processo de secagem, a cannabis é selada em frascos herméticos para iniciar a "curagem". O tempo mínimo para a cura é de 30 dias. Alguns produtores preferem uma curagem maior, podendo chegar a seis meses, enquanto outros não curam. Assim como ocorre com o tabaco, a curagem pode tornar a maconha mais agradável para fumar. Pelas mesmas razões durante a secagem, os frascos de cura também devem ser armazenados em um local fresco e escuro.

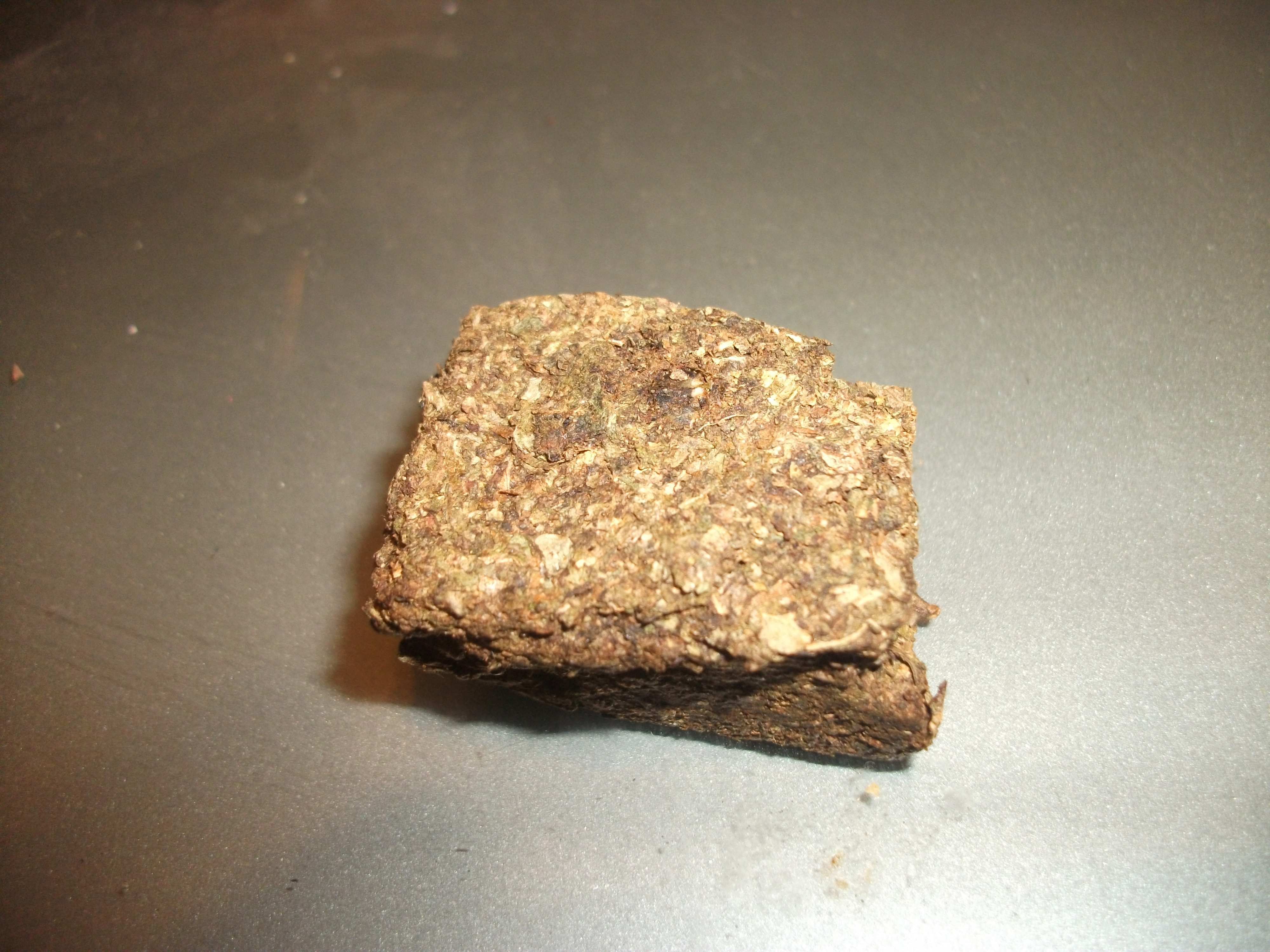
Prensado paraguaio

### Prensado
Prensado (brick weed) é um termo genérico para se referir a flores de cannabis de má qualidade. O prensado recebe este nome devido ao seu método de cura e empacotamento, chamado de "prensa", que consiste em secar os brotos por um curto período e, para fins de facilitar a logística, pressioná-lo com uma prensa hidráulica, compactando toda a planta (brotos, caules e sementes) em formato de tijolo (brick), formando assim o prensado. Esse método é usado principalmente em países que são grande produtores de maconha, como México, Brasil e Paraguai, locais de onde a maconha é amplamente exportada. A cannabis de tijolo tem um baixo nível de THC, enquanto seu aroma e sabor são menos potentes.

## Pragas
Os produtores que cultivam em ambiente externo provavelmente enfrentarão questões relacionadas a pragas. Em qualquer caso (interno ou externo), produtores experientes recomendam ter cautela ao usar pesticidas químicos, pois estes podem ter efeitos tóxicos no meio ambiente, nas próprias plantas e, consequentemente, nos consumidores de maconha. Como regra geral, os especialistas recomendam somente pesticidas marcados como seguros para uso em culturas alimentares. No entanto, a EPA não registrou nenhum pesticida para uso em cannabis, tornando ilegal o uso de qualquer pesticida em cannabis.
As substâncias comprovadamente indutoras de pouco ou nenhum dano incluem:
- Piretrinas: orgânicas e muito eficazes, mas podem ser difíceis de encontrar. Também costumam ter um preço elevado por conta do alto custo de produção.
- Azadiractina: atende à maioria dos critérios para ser classificado como inseticida natural. É biodegradável e não tóxico para mamíferos. Geralmente mais barato e mais fácil de encontrar do que as piretrinas.

Outras substâncias utilizadas no cultivo da cannabis, mas que não há clareza sobre possíveis danos que induzem incluem:
- Avermectinas
- Atrazina
- Bifentrina
- Sulfato de cobre
- Diazinon
- Etoxazol
- Imidacloprida
- Miclobutanil
- Permetrina
- Spinosad
- Espiromesifeno

Os cultivadores de ambiente interno também têm problemas com pragas, geralmente causadas pelo produtor ou por um animal de estimação que as traz do ambiente exterior. Caso a praga seja verificada tarde demais, a erradicação de muitas espécies destrutivas de insetos em ambientes fechados pode ser impossível até que todas as plantas infectadas sejam removidas do espaço e métodos de esterilização sejam empregados.

## Cruzamento de plantas

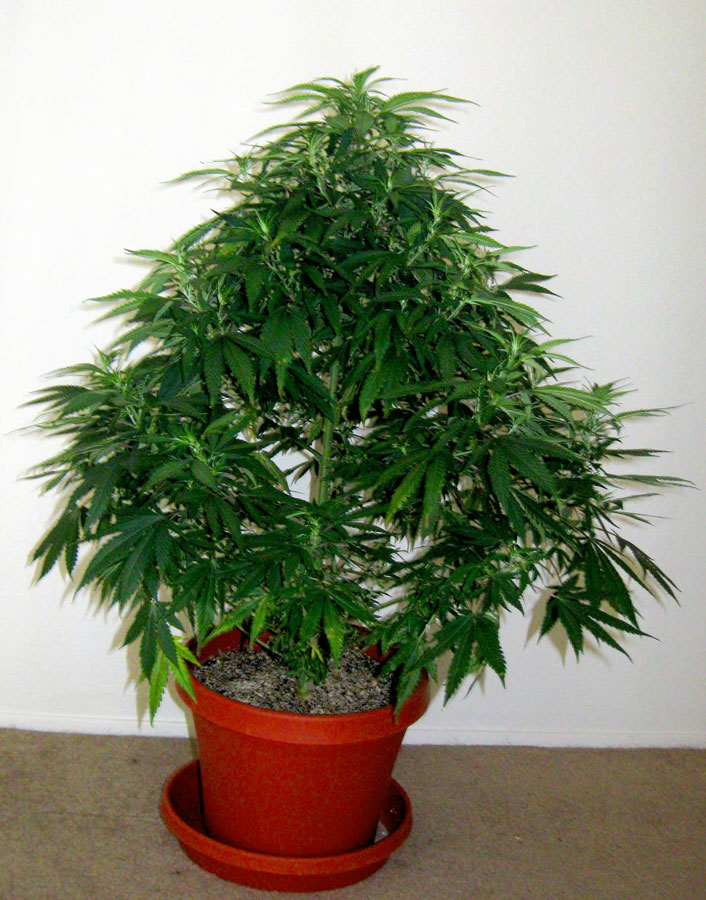
Esta planta de cannabis para uso interno não foi treinada e está crescendo na forma natural de árvore de Natal, comum para cannabis indica não treinada

A modificação de uma planta é chamada de cruzamento. Os cultivadores, principalmente os que cultivam em ambiente fechado, empregam muitas técnicas de cruzamento com o objetivo de obter plantas mais curtas e um crescimento mais denso dos canabinoides. Alguns cultivadores empregam técnicas de cruzamento de plantas para aumentar a produtividade em ambientes fechados.

### Poda apical
Poda apical é a remoção da parte superior do meristema apical, também chamado de ápice ou broto terminal, para transferir a dominância apical para os brotos que emanam dos dois nós imediatamente abaixo do corte de poda. Esse processo pode ser repetido em um ou nos dois novos meristemas, quando eles se tornam atipicamente dominantes, com os mesmos resultados. Na verdade, esse processo pode ser repetido quase infinitamente, mas a difusão da dominância apical produz botões menores e de menor qualidade. A cobertura também causa um crescimento mais rápido de todos os ramos abaixo do corte enquanto a planta cura.

### Técnica depinching

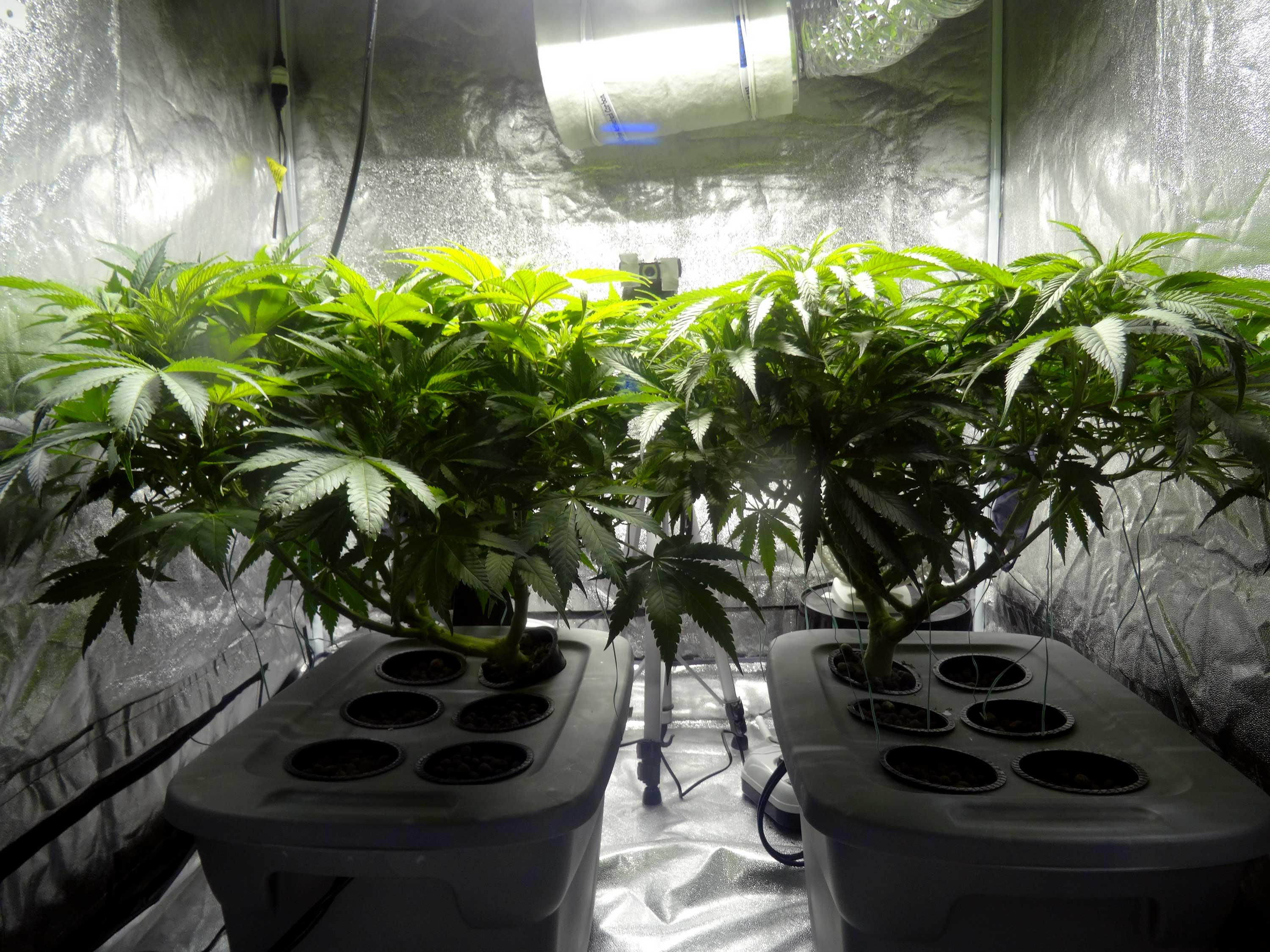
Essas plantas de cannabis indoor foram treinadas para crescer planas, a fim de aproveitar melhor as luzes de cultivo e aumentar os rendimentos

A técnica de pinching (também chamada de compressão) é semelhante à da poda apical, pois faz com que os galhos mais baixos cresçam mais rapidamente, mas o meristema apical mantém a dominância apical, o que é especialmente útil se a planta já tiver passado pela poda apical. O aperto é realizado apertando firmemente o(s) meristema(s) apical(is), de modo a danificar substancialmente as células vasculares e estruturais, mas sem quebrar totalmente o caule. Isso faz com que os membros inferiores cresçam mais rapidamente enquanto o tecido comprimido se cura. Depois disso, o caule retoma a dominância apical.

### Método LST
O método LST envolve dobrar e amarrar os galhos das plantas para manipulá-la em uma forma de crescimento mais adequada. Esse método de treinamento funciona muito bem para cultivadores indoor que precisam iluminar suas plantas usando luzes no teto. Como a intensidade da luz diminui bastante com o aumento da distância (lei do quadrado inverso ), o LST pode ser usado para manter todas as pontas de crescimento (meristemas) à mesma distância da luz e alcançar a exposição ideal à luz. O LST pode ser usado em conjunto com a poda apical, uma vez que a cobertura aumenta o crescimento axial (brotações laterais). O LST se assemelha ao treinamento de videiras em suas redes de suporte.

### Método SOG
O método Sea of Green (SOG) depende da alta densidade de plantas (até 60 por metro quadrado ou 6 por pé quadrado) para criar uniformidade na colheita. Nesta técnica, que geralmente é cultivada em meio hidropônico, apenas as resinas das plantas são colhidas. Os contêineres são usados para reforçar a distribuição geométrica de flores e materiais vegetais, bem como sua exposição à iluminação e à atmosfera. O SOG é popular entre os cultivadores comerciais, pois minimiza a quantidade de tempo que uma planta gasta no estágio vegetativo e permite uma distribuição de luz muito eficiente, mantendo as plantas muito mais próximas das luzes do que quando cultivadas em tamanho real.

### Método SCROG
SCROG, abreviação de SCReen Of Green, é uma técnica de treinamento avançado para o cultivo de cannabis, principalmente em ambientes fechados. Assemelha-se muito ao SOG (ou Sea Of Green),com a diferença de que o SCROG usa treinamento extensivo para produzir o mesmo campo de efeito de broto com apenas uma planta.

## Hidroponia

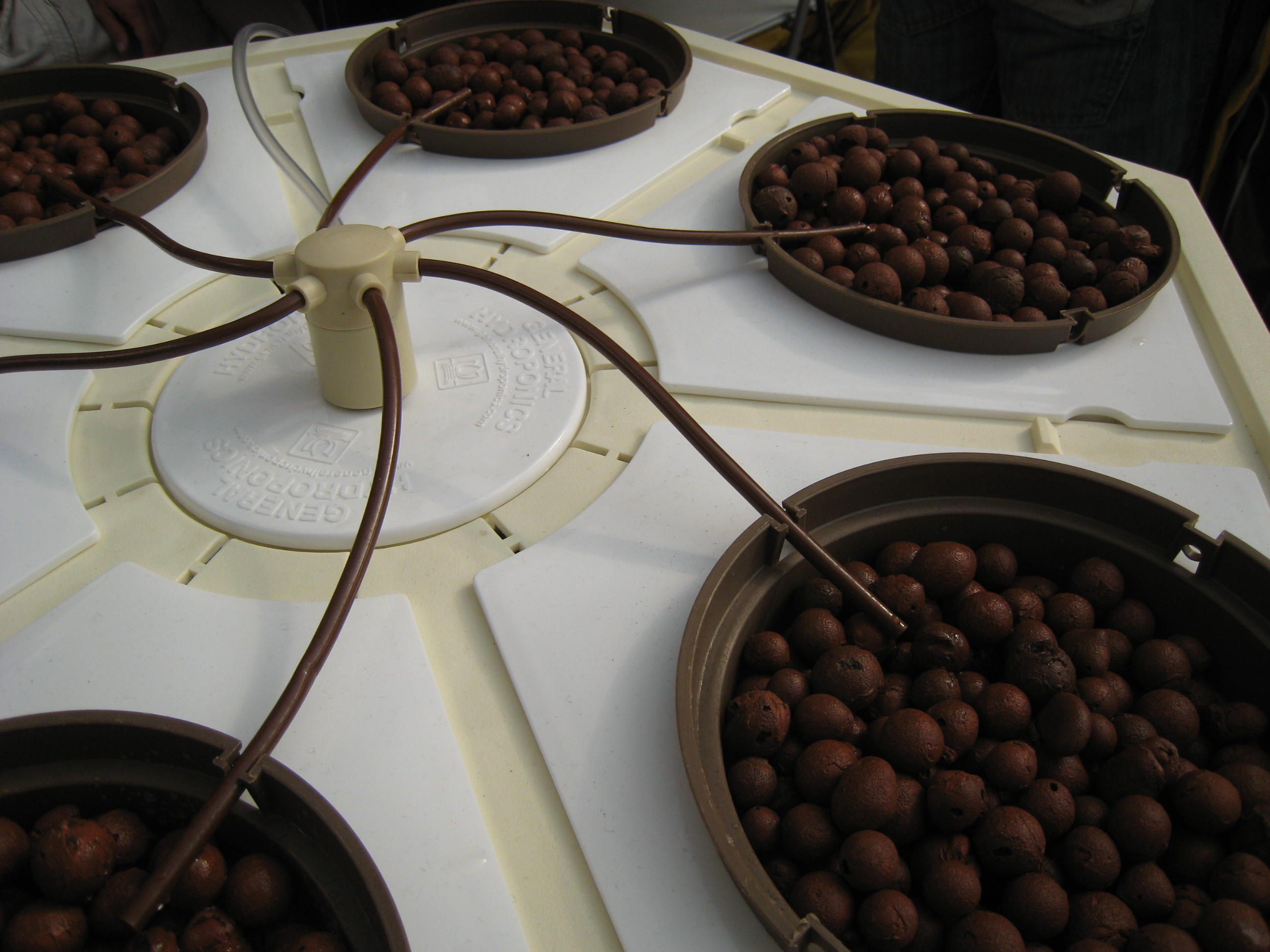
Exemplo de um pequeno sistema hidropônico para cultivo de cannabis

O cultivo hidropônico geralmente ocorre em estufas ou em ambientes fechados, embora não exista nenhum obstáculo prático para fazê-lo ao ar livre. Em geral, consiste em um meio que não utiliza solo e recebe um fluxo de nutrientes e água.

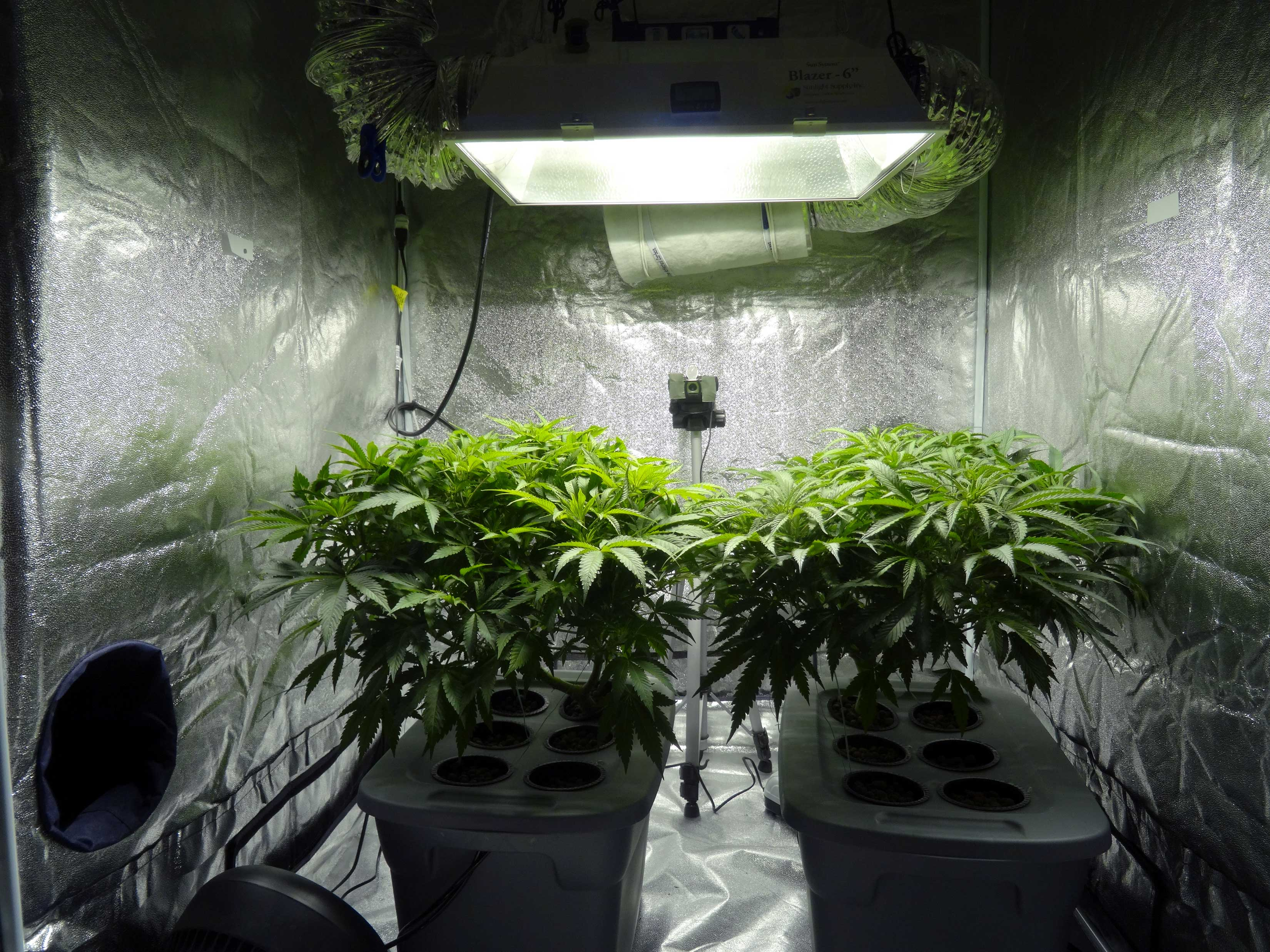
Essas duas plantas de cannabis estão sendo cultivadas em um sistema hidropônico.

.

## Genética

### Seleção de plantas-mãe
Um fator importante ao cultivar cannabis independente do fotoperíodo (não-autoflorescente) é selecionar a melhor genética para a colheita. Isso é feito com freqüência, selecionando uma ou mais linhagens conhecidas, ou linhagens com genética preferida, e depois cultivando várias plantas para descobrir quais exibem as características mais desejáveis. Essa genética normalmente deve produzir pelo menos 1 grama por watt por mês de flores.
As características da planta geralmente selecionadas para  a clonagem incluem:
- Rendimento total
- Tempo de fruição
- Resistência a pragas
- Traços geométricos (uniformidade, compacidade, densidade de flores, etc.)
- Cor
- Sabor e aroma
- Qualidades psicoativas
- Densidade e tipo de tricoma

### Cepas autoflorescentes

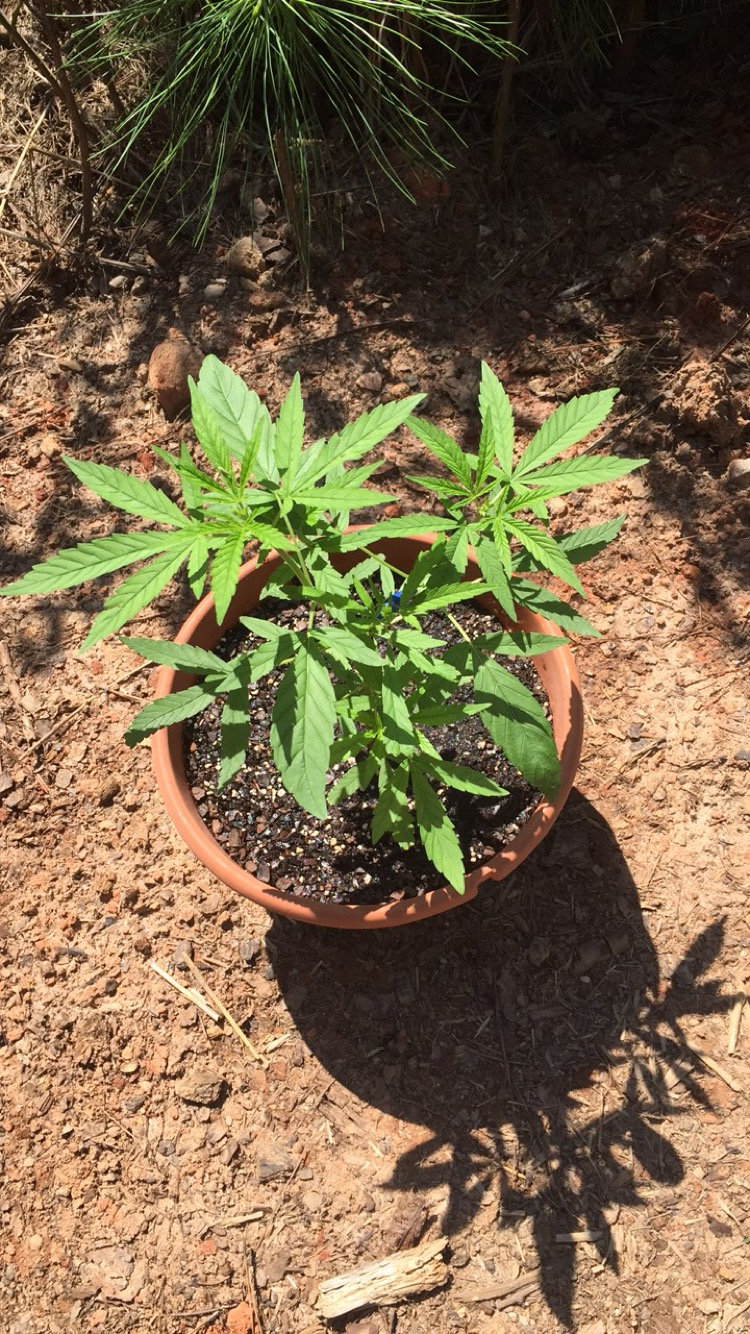
Uma planta de cannabis ruderalis (floração automática)

As linhagens de maconha que crescem automaticamente, também conhecidas como maconha neutra durante o dia, são um desenvolvimento relativamente novo para o cultivador doméstico. Essas cepas autoflorescentes geralmente são cruzamentos que contêm altas porcentagens de cepas de fotoperíodo conhecidas e de Cannabis ruderalis com suas características de autoflorescentes. A planta produzida a partir de sementes autoflorescentes passará por um período vegetativo muito curto, geralmente de 2 a 3 semanas após a germinação, para a floração, independentemente do fotoperíodo. O resultado é que nenhum ambiente separado de iluminação nas fases vegetativa e de floração é necessário. A floração depende da idade das plantas e não da época do ano ou da proporção de horas claras e escuras.

### Sementes feminizadas

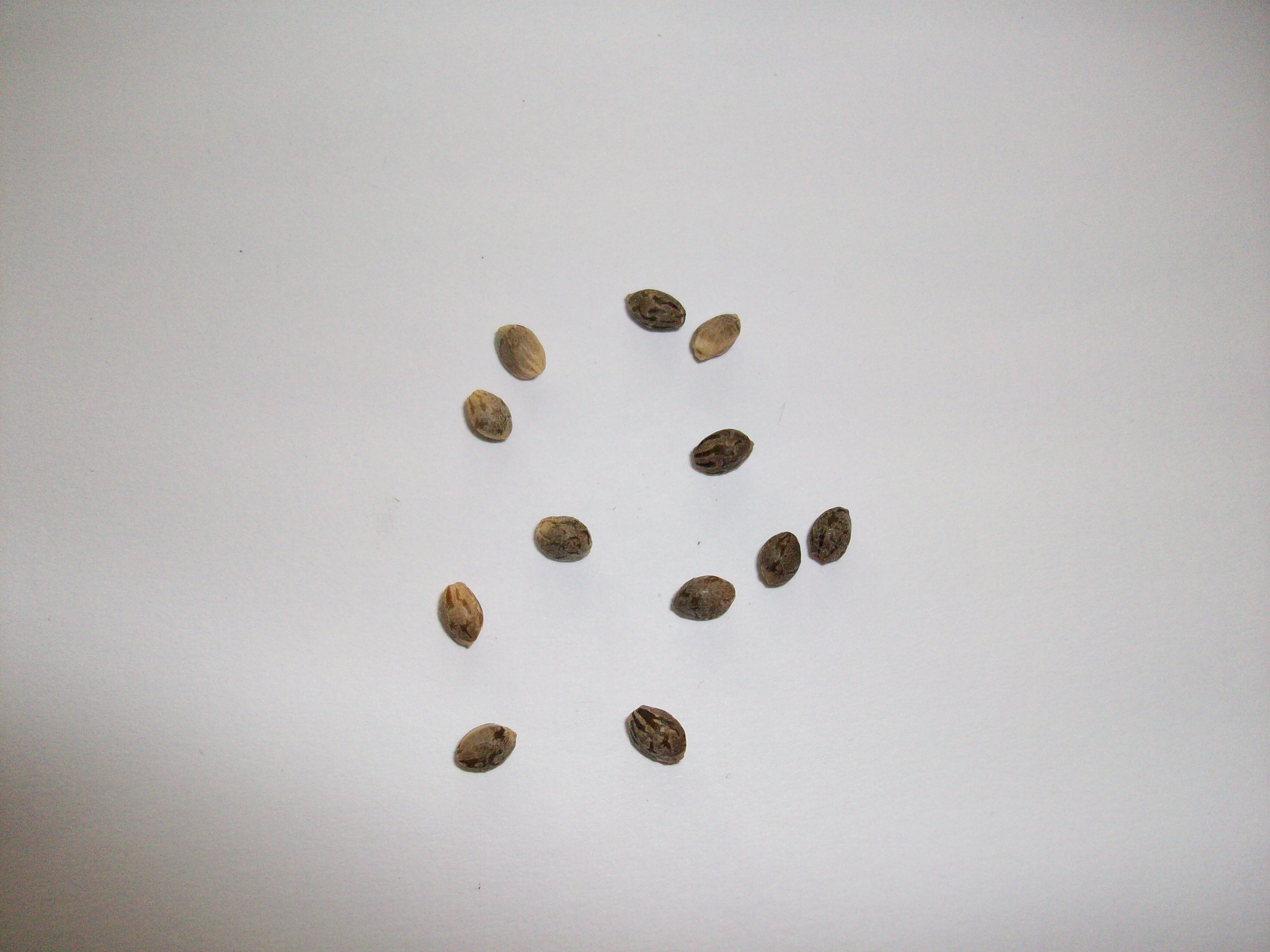
Sementes de C. indica.

A instabilidade de gênero é uma característica desejável na natureza, onde a reprodução é o objetivo principal. No cultivo da cannabis, a previsibilidade de gênero é útil, porque as plantas femininas que não foram polinizadas são as mais produtivas do material psicotrópico. É possível usar clonagem para fazer com que elas produzam sementes feminizadas. Um clone retém o mesmo sexo durante toda a vida, portanto o clone de uma planta feminina também é feminino.

### Cepas híbridas
Ao cruzar duas linhagens de cannabis (ou duas de qualquer planta), o híbrido resultante pode possuir o que é chamado heterose . Em geral, isso significa a produção de uma planta que é mais saudável, mais forte ou mais rápida que suas antecessoras. Às vezes, no caso de uma planta que foi trazida de volta da frutificação, pode ser benéfico cruzá-la com outra cepa, na esperança de que ela se revigore.

## Propagação vegetativa (clonagem)
Como a maioria das plantas, a cannabis tem potencial para propagação vegetativa, sendo o método mais comum e simples o corte. O corte é caracterizado como um método de clonagem, uma vez que as plantas derivadas têm DNA idêntico ao das "plantas-mãe".

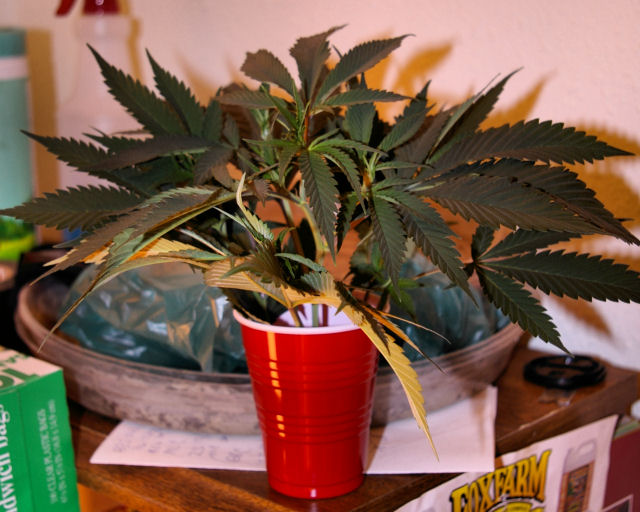
Cannabis da cepa "blueberry" esperando para serem aparadas e recortadas.
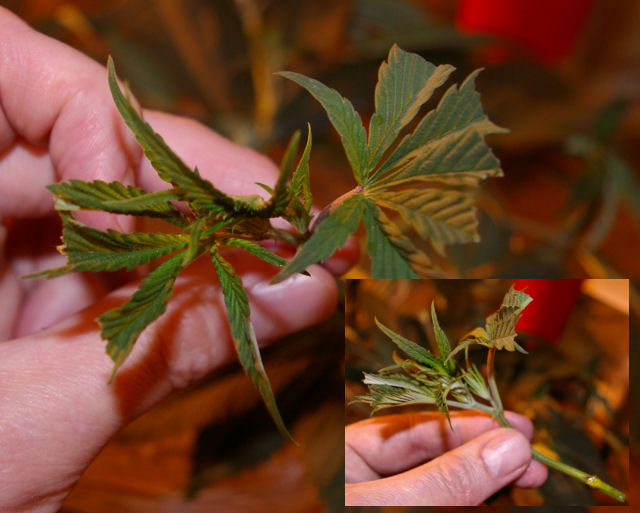
Apração de haste, em um ângulo de 45 graus abaixo do nó.
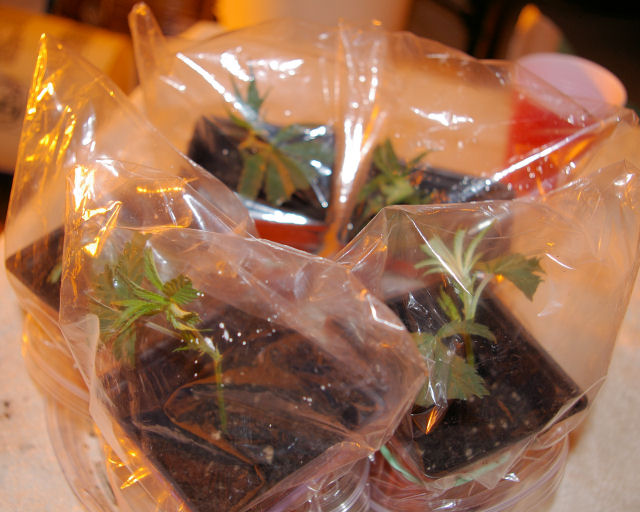
Novos clones sob redomas de umidade improvisadas.

## Produtos residuais
Antes do estabelecimento do primeiro mercado legal de cannabis no Colorado, Estados Unidos, os produtores da planta em Washington experimentaram o uso de resíduos de cannabis em alimentos para porcos. No início de 2013, produtos potentes derivados de resíduos de cannabis foram misturados na alimentação de quatro porcos durante os últimos quatro meses de suas vidas, resultando em um aumento de peso de 9.1 kg  a 14 kg. A Autoridade Europeia para a Segurança Alimentar informou em 2011 que "não foram encontrados na literatura estudos sobre tolerância ou efeitos de níveis graduados de THC em animais produtores de alimentos". A agência também observou que "não há dados disponíveis sobre a provável transferência de THC para tecidos e ovos de animais após administração repetida".